# HD 194598
HD 194598 (HIP 100792 / G 24-15) és una nana grogra de magnitud aparent +8,36 situada a la constel·lació del Dofí. S'hi troba a 182 anys llum del sistema solar.
A diferència del Sol —estrella del disc galàctic—, HD 194598 és un estel provinent de l'halo galàctic. Encara que la major part dels estels de la Via Làctia orbiten al voltant del nucli galàctic prop d'un pla anomenat pla galàctic, algunes d'elles provenen d'un halo esferoïdal que envolta la galàxia. Ocasionalment el seu moviment orbital les porta a creuar el disc galàctic i alguns estels relativament propers al Sol —com l'Estrella de Kapteyn o la pròpia HD 194598— són estels provinents de l'halo. Són estels molt antics; hom pensa que l'edat d'HD 194598 pot aproximar-se als 13.100 milions d'anys.
L'anàlisi elemental d'HD 194598 segueix les pautes trobades en altres estels de l'halo galàctic. Mostra una metal·licitat extremadament baixa ([Fe/H] = -1,10); elements com a escandi i níquel mostren una abundància similar a la d'aquell, mentre que existeix un lleuger augment en els continguts relatius de calci i magnesi, encara més marcat en el cas de l'europi. En l'altre extrem, les abundàncies relatives de manganès i coure són encara més baixes que la de ferro ([Mn/Fe] ≈ [Cu/Fe] ≈ -0,50).
HD 194598 està classificada com de tipus espectral F7V, sent la seva temperatura efectiva de 5.997 K —més baixa del que caldria esperar en un estel de disc del seu mateix tipus a causa del baix contingut metàl·lic. La seva lluminositat és un 32% major que la del Sol i té una massa de 0,7 masses solars.